# Dècada del 1720

## Esdeveniments
- Primers pianos que encara es conserven.[1]
- Els afganesos conquereixen Iran després de la batalla de Gulnabad.[2]
- Publicació de la Gujin tuixu jitxeng
- Es comença a publicar la Cyclopaedia.

## Personatges destacats
- Felip V de Castella.
- Frederic Guillem I de Prússia.
- Jonathan Swift.
- Pere II de Rússia, tsar de Rússia.
- Canaletto, pintor.